# Geena Davis
Geena Davis (Wareham (Massachusetts), 21 januari 1956) is een Amerikaans ex-model, producent en actrice. Ze won in 1989 een Academy Award voor haar bijrol in The Accidental Tourist. Drie jaar later werd ze voor haar hoofdrol in Thelma & Louise wederom genomineerd voor een Oscar, maar een tweede beeldje bleef uit. In 2006 voegde ze wel een Golden Globe aan haar prijzenkast toe dankzij haar rol in Commander in Chief.
Begin jaren 1980 was Davis een model dat een rol toebedeeld kreeg in Tootsie, waarmee haar filmcarrière begon. Naast haar rollen in films had ze gastoptredens in diverse televisieseries, zoals Will & Grace en Knight Rider.
Davis trouwde in 2001 met de Iraanse arts Reza Jarrahy en bezegelde daarmee haar vierde huwelijk. Samen kregen ze in 2002 dochter Alizeh Keshvar Davis Jarrahy en in 2004 tweelingzoontjes Kian William en Kaiis Steven. In 2018 kwam aan hun huwelijk een einde. 
Davis was eerder getrouwd met Richard Emmolo (1982-1983), acteur Jeff Goldblum (1987-1990) en regisseur Renny Harlin (1993-1998).
Ze is een fervent actievoerder voor het milieubehoud.

## Trivia
- Ze heeft in 1979 in Zweden gestudeerd als uitwisselingsstudent.
- Eind jaren 90 beoefende Geena de sport handboogschieten waarmee ze hoopte op deelname aan de Olympische Spelen.